# 榊博文
榊 博文（さかき ひろぶみ）は、日本の社会心理学者。日本で初めて説得理論、態度変容理論としての「認知の陰陽理論( Yin and Yang theory of cognition) 」を提唱した。「山場CM」の研究にも従事し、この用語の創始者である。
氏名のラテン文字表記にはHILOBUMI SAKAKIを採用している。

## 来歴
1969年3月 慶應義塾大学経済学部卒業。
1969年2月-5月 カナダブリティッシュコロンビア大学及び米国スタンフォード大学交換留学。
1971年3月 慶應義塾大学大学院社会学研究科修士課程修了。
1975年3月 慶應義塾大学大学院社会学研究科博士課程修了。
1985年1月 学位請求論文「意見の食い違いとブーメラン効果ー 説得の失敗と関連する要因の分析」で社会学博士の学位を取得。
1987年5月 日本大学生産工学部助教授。
1994年4月 慶應義塾大学文学部教授を経て定年退職。
　日本社会心理学会理事（1989年4月～1995年3月、1997年4月～1999年3月、2003年4月～2007年3月、2009年4月～2011年3月）
　日本社会心理学会常任理事（1995年4月～1997年3月、1999年4月～2001年3月）
　日本心理学諸学会間連絡会委員（1995年9月～2000年6月）
　日本心理学諸学会連合理事（1999年4月～2001年3月）
　日本対人影響学研究会会長（1997年4月～2001年3月）
日本脱カルト（JDCC）研究会理事。
1996年度  第17期日本学術会議推薦人会議委員 。
2000年度 第18期日本学術会議推薦人会議委員。
2001年 3月2日より2002年12月まで　日本心理学諸学会連合基礎資格WG委員会委員。
2003年 3月より2006年まで 日本心理学諸学会連合資格認定・検定委員会委員。
2003年 9月より2004年8月まで日本陰陽科学会会長。
2004年 8月より2012年3月まで国際陰陽科学会会長。
2007年9月より日本説得交渉学会会長。
2008年3月14日より天津理工大学管理学部客員教授。
2009年10月16日より成都理工大学情報メディア学部客員教授。
2012年4月より  国際陰陽科学会名誉会長。
2016年1月より 日本説得交渉学会名誉会長。

## 海外歴
- カナダ、ブリティッシュコロンビア大学及び米国、スタンフォード大学に短期留学

- メルボルン大学にてシンポジウム講演

　　　 Yin and Yang theory of cognition : An attitude change         theory.
- 東洋の知恵と広告伝播国際学術シンポジウム基調講演(国際陰陽科学会・浙工大学
- 新聞与伝播学院共催)　於:中国浙江大学　2004年11月12日

- 交換教授プログラムにてドイツ、ケルン大学にて滞在・実験的研究に従事

- 中国傳媒大学にて講演　「日本における山場CMとクロスメディア研究」 2008年3月10日

- 北京大学にて講演　「日本における説得研究と山場CM」　　2008年3月12日

- 天津理工大学にて講演　「日本における広告研究と山場CM」　　2008年3月14日

- 成都理工大学にて講演　「日本とアメリカにおける普及理論、及び広告,説得との関連(その1)」　　2009年10月16日

- 成都理工大学にて講演　「日本とアメリカにおける普及理論、及び広告,説得との関連(その2)」　　2009年10月18日

- ヨーロッパ諸国、アジア諸国にて多数回、調査研究。

## 著書
- 『説得を科学する』同文館 1989
- 『説得と影響－－交渉のための社会心理学』ブレーン出版 2002
- 『トップ営業が使う説得学 なぜ、あの人だと買ってしまうのか』ダイヤモンド社　2004

```
   韓国語訳が2006年、韓国KUGIL PUBLISHING 社より出版
```

- 『社会心理学がとってもよくわかる本』東京書店 2008 イラストで見る!やさしい心理学入門
- 『説得学 交渉と影響の理論とテクニック』おうふう 2010
- 『日本人は何故大人しい? 「陰陽」で読み解く「日本人」』おうふう 2011
- 『認知の陰陽理論 日本生れの態度変容理論』おうふう 2011

- 『マインドコントロール式説得術』マイナビ新書 2012
- 『人を動かす技術』の基本を身につける　通信教育テキスト 産業能率大学  2010

### 共編著
- 『異文化間ビジネス戦略 「あらかじめ屈折」の視点』編著 同文館出版 1994
- 『日本列島カルト汚染 なぜそこまで騙される?勧誘と説得の社会心理学』編著 ブレーン出版 1997
- 『現代社会心理学 心理・行動・社会』青池愼一共編著 慶應義塾大学出版会 2004
- 『自己と社会 社会心理学序説』小林和久共編著 横田澄司、平野英一、滋野英憲、玉置了、森田泰暢、大野俊和著 開成 出版 2011
- 『新・社会心理学』  のちに「社会心理学」と改題・出版  通信教育テキスト慶應義塾大学出版会 2003
- 『ケースで学ぶ! 人の動かし方』(共著) 通信教育テキスト 産業能率大学 2010

### その他
- 『児童学』（一部執筆）                   1974年2月 1日   　　   学文社
- 『列島改造と公害』（共著）               1975年9月10日  　      平凡社
- 『現代社会の変動論』（共著）             1981年4月15日           新評論
- 『経済学講義』（共著）                   1981年4月 1日          総学出版
- 『現代産業社会の組織革新』（共著）       1986年5月10日           同文舘
- 『情報活用のソフトウェア』（一部執筆）      1988年11月30日          講談社
- 『行動心理ハンドブック』（一部執筆）        1989年 6月20日           培風舘
- 『Social Educational and Clinical Psychology』（一部執筆) 1992 Lawrence Erlbaum
- 『心の健康づくりハンドブック・破壊的カルト・オウム真理教を考える』（共著)1996年 7月 1日   恒友出版
- 『温かい認知』の心理学：感情と認知の融接現象の不思議』（共著）1997年7月 金子書房
- 『説得心理学ハンドブック」（共著）2002年9月  北大路書房
- 『広告の文化論-その知的関心への誘い」(共著)2006年12月18日  日本経済新聞社